# Canonbury
Canonbury est un district du borough londonien d'Islington dans le nord de Londres. Il est encadré par Essex Road, Upper Street, Cross Street et St Paul's Road. Il est notamment desservi par la gare de Canonbury.
En 1253 les terres de l'endroit furent attribuées aux chanoines du prieuré de Saint-Barthélémy de Smithfield, ce qui a donné son nom au quartier. Ces terres demeurèrent longtemps des prairies avant de s'urbaniser au XIXe siècle.
Comme d'autres quartiers londoniens, il est entré en déclin lorsqu'à partir de 1860, l'extension des lignes ferroviaires de banlieue a permis aux salariés de résider dans d'autres communes. L’embourgeoisement du quartier dans les années 1950 a accéléré la reconstruction d'un patrimoine largement affecté par les bombardements aériens de la seconde guerre mondiale.

## Note
1. ↑  Cf. A. P. Baggs, Diane K. Bolton et Patricia E. C. Croot, A History of the County of Middlesex, vol. 8 : Islington and Stoke Newington Parishes, Londres, T F T Baker & C R Elrington, 1985, « Islington: Growth, Canonbury », p. 19-20. Consultable en ligne sur « Islington: Growth, Canonbury », sur British History Online (consulté le 6 août 2019).